# North Manchester (Indiana)
North Manchester es un pueblo ubicado en el condado de Wabash en el estado estadounidense de Indiana. En el Censo de 2010 tenía una población de 6112 habitantes y una densidad poblacional de 653,16 personas por km².

## Geografía
North Manchester se encuentra ubicado en las coordenadas 41°0′18″N 85°46′33″O / 41.00500, -85.77583. Según la Oficina del Censo de los Estados Unidos, North Manchester tiene una superficie total de 9.36 km², de la cual 9.15 km² corresponden a tierra firme y (2.19%) 0.2 km² es agua.

## Demografía
Según el censo de 2010, había 6112 personas residiendo en North Manchester. La densidad de población era de 653,16 hab./km². De los 6112 habitantes, North Manchester estaba compuesto por el 95.19% blancos, el 1.11% eran afroamericanos, el 0.34% eran amerindios, el 0.77% eran asiáticos, el 0.05% eran isleños del Pacífico, el 1.19% eran de otras razas y el 1.34% pertenecían a dos o más razas. Del total de la población el 3.8% eran hispanos o latinos de cualquier raza.